# Летние юношеские Олимпийские игры 2026
Летние юношеские Олимпийские игры 2026 года (англ. 2026 Summer Youth Olympics, фр. Jeux olympiques de la jeunesse de 2026, исп. Juegos Olímpicos de la Juventud de 2026; официальное название — Четвёртые летние юношеские Олимпийские игры) должны были пройти с 22 октября по 9 ноября 2022 года. Город-организатор был выбран в октябре 2018 года во время III юношеской Олимпиады в Буэносе-Айресе, им стала столица Сенегала город Дакар. Это будут первые Юношеские Олимпийские игры в Африке.
15 июля 2020 года стало известно, что Международный олимпийский комитет и власти Сенегала согласовали перенос IV юношеских Олимпийских игр в Дакаре с 2022 на 2026 год из-за пандемии коронавируса. V Игры, ранее запланированные на 2026 год, перенесены на 2030 год.

## Кандидаты
- Дакар — 6 февраля 2018 года Сенегал заявил о своей заинтересованности в проведении этих игр. Президент Олимпийского и спортивного комитета Сенегала Мамаду Ндиай сказал, что «мы недавно отремонтировали или построили множество спортивных сооружений и инфраструктуры»[2][3].
- Габороне — столица южноафриканского государства Ботсвана. Африканский континент соревнования такого уровня ни разу не принимала, однако позже отозвали заявку.

## Отменённые заявки
- Роттердам — один из крупнейших городов Нидерландов. Один раз Нидерланды принимали летние Олимпийские игры, летние юношеские Олимпийские игры в Европе ни разу не проходили.
- Мюнхен — один из крупнейших городов Германии, который один раз принимал летние Олимпийские игры. Два раза Германия принимали летние Олимпийские игры, один раз зимние Олимпийские игры, летние юношеские Олимпийские игры в Европе ни разу не проходили.
- Казань — столица Татарстана и один из крупнейших городов России. Россия не принимала юношеские Олимпийские игры ни разу[4]. По разу Россия принимала летние (в составе СССР) и зимние Олимпийские игры.
- Будапешт — один из крупнейших городов Венгрии. В Венгрии Олимпийские игры ни разу не проходили, в том числе и юношеские.
- Гонконг — город КНР с особым статусом. В Азии юношеские летние игры проходили дважды и один раз в КНР. Гонконг принимал ряд соревнований летних Олимпийских игр, которые проходили в КНР.
- Монтеррей — один раз Мексика принимала летние Олимпийские игры. Один раз Мексика участвовала в борьбе за право проведения летних юношеских Олимпийских игр в 2018 году.